# Simba (Sprache)
Simba (auch Nsindak) ist eine Bantusprache und wird von circa 3000 Menschen in Gabun gesprochen (Zensus 1990). 
Sie ist in der Provinz Ogooué-Lolo zwischen Sindare und Mimongo verbreitet.

## Klassifikation
Simba ist eine Nordwest-Bantusprache und gehört zur Tsogo-Gruppe, die als Guthrie-Zone B30 klassifiziert wird.